# The Day Finger Pickers Took Over the World
A The Day Finger Pickers Took Over The World az amerikai Chet Atkins és az ausztráliai Tommy Emmanuel gitáros 1997-ben megjelent közös nagylemeze. Chet ekkor 73 éves volt, így ez lett az utolsó nagylemeze a 20. században. 1997-ben a Smokey Mountain Lullaby című számot Grammy-díjra jelölték "Hangszeres Country Előadás" címen, de végül nem nyerte meg.

## Számok
1. Borsalino - 3:11 - (Bolling)
2. To 'B' Or Not To 'B' - 3:21 - (Atkins, Goodrum)
3. The Day Finger Pickers Took Over the World - 3:40 - (Atkins, Kaitz, Pomeroy)
4. Tip Toe Through the Bluegrass - 3:04 - (Atkins)
5. News From the Outback - 3:08 - (Atkins)
6. Ode to Mel Bay - 2:57 - (Atkins, Denny, Granda)
7. Dixie McGuire - 3:52 - (Emmanuel)
8. Saltwater - 3:34 - (Lennon, Spiro)
9. Mr. Guitar - 2:53 - (Emmanuel)
10. Road To Gundagai/Waltzing Matilda - 3:03 - (Trad.)
11. Smokey Mountain Lullaby - 3:28 - (Atkins)

## Közreműködők
- Chet Atkins - gitár
- Tommy Emmanuel - gitár, basszusgitár,
- Paul Yandell - gitár
- Johnny Gimble - hegedű
- Terry McMillan - konga, harmonika, doromb
- Clark Hagen - gitár
- Giles Reeves - dob, akusztikus basszusgitár

## Külső hivatkozások
- Hivatalos oldal (angolul)